# Smålands författarsällskap
Smålands Författarsällskap grundades 1962 i Värnamo på initiativ av arbetarförfattaren Folke Fridell och lyrikern Ulla Olin-Nilson. Sällskapet har ett hundratal medlemmar. Under åren har en lång rad böcker med småländska författare givits ut. De senaste årtiondena har Goy Persson, Gunnar E. Sandgren, Ingvar Törnqvist och Erik Lindfelt varit ordförande. Ordförandeposten innehas sedan 2016 av Carin Rickardsson.